# Лютик однолистный
Лю́тик одноли́стный  (лат. Ranúnculus monophýllus) — многолетнее травянистое растение, вид рода Лютик (Ranunculus) семейства Лютиковые (Ranunculaceae).

## Ботаническое описание
Растение 15—30 см высотой.

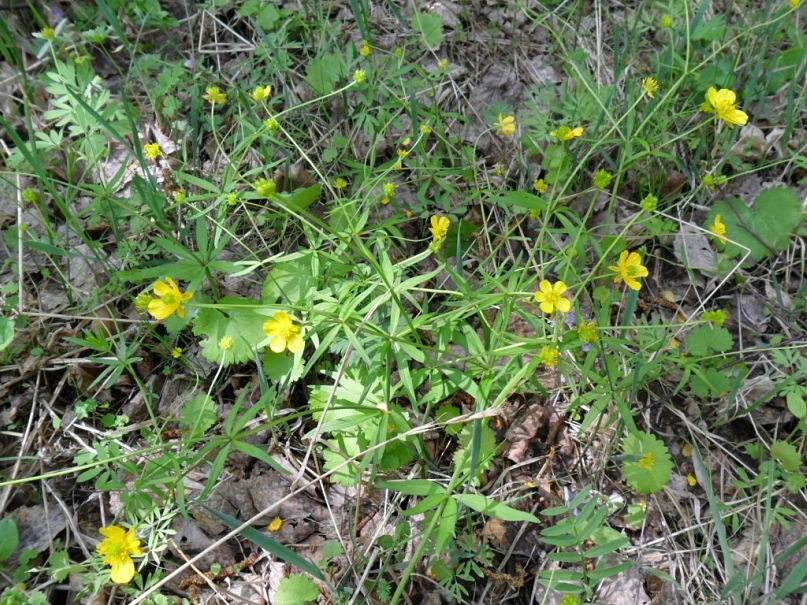
Общий вид цветущих растений. Заповедник Столбы. Красноярский край.

Корневища укороченные с пучками тонких корней.
Побеги одиночные, реже в числе нескольких, при основании с 1—2 безлистными плёнчатыми чешуями, слабые, прямые или восходящие, простые или вверху маловетвистые, голые. Прикорневой лист цельный (обычно один, реже в числе двух), длинночерешковый, по краю зубчатый или широко-трёхлопастной. Стеблевые листья сидячие глубоколопастные, доли линейно-ланцетные, цельнокрайные.Цветоложе покрыто очень короткими слабо заметными волосками, реже голое. Цветоносы слабо опушённые. Цветки жёлтые, в числе двух — трёх, реже в большем числе, актиноморфные, 1,5—2 см в диаметре.
Околоцветник двойной. Чашелистиков и лепестков по пять. Чашелистики эллиптические, изогнутые, почти голые, наверху по краю перепончатые, лепестки округло-обратнояйцевидные. 

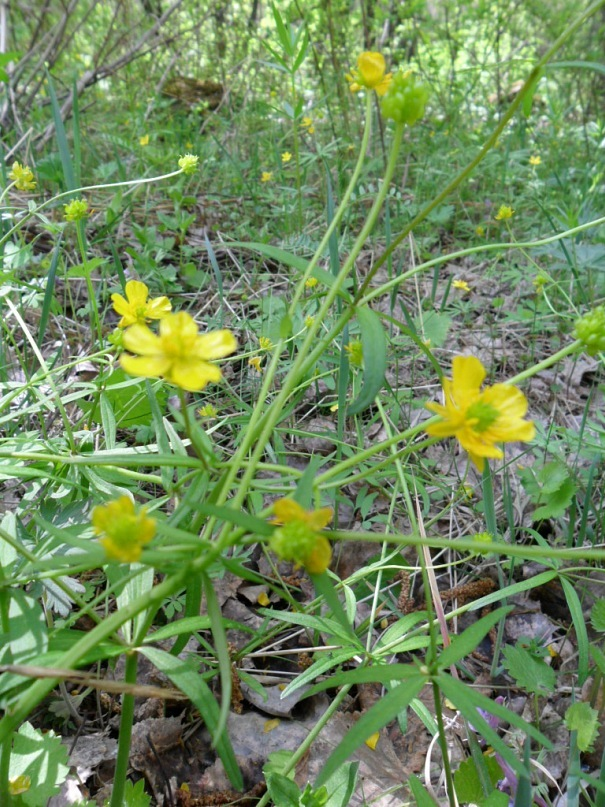
Верхняя часть цветущего и плодоносящего растения. Заповедник Столбы. Красноярский край.

Цветение в мае — начале июня. Плод — многоорешек зеленоватого цвета. Плодовые головки овальные или продолговато-овальные, плодики слабоопушённые или голые до 3 мм длиной, с очень коротким носиком, созревают в июле — августе.

## География
Широко распространен в Европейской России, Сибири и Дальнем Востоке. На севере доходит до Таймыра и Ямала. Обычен в Томской, Новосибирской и Иркутской областях, Красноярском крае, Якутии.

## Экология
Теневыносливое растение.
Типичен для болот и болотистых мест, сырых лугов, лесных полян, прибрежных участков водоемов. Встречается на облесненных крутых склонах, в хвойных лесах. Во время массового цветения образует аспект.

## Охранный статус
Внесен в Красную Книгу Республики Татарстан (2006). Категория 2(En) - сокращающий численность вид.
Рекомендации по сохранению: 
- Соблюдение режима охраны ООПТ.
- Поиск новых местонахождений вида и организация их охраны.

## Значение и использование
Ядовитое.
В народной медицине используется как болеутоляющее средство.
Декоративен. Цветёт обильно. Цветение в природе (Южная Сибирь) начинается с конца апреля и продолжается до начала июня. Легко вводится в культуру. Отмечены растения с махровой формой цветка. 

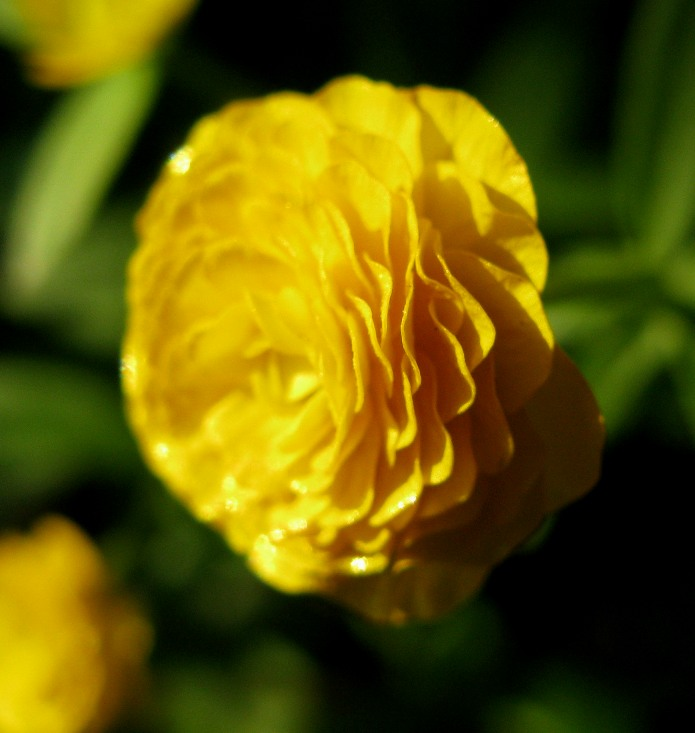
Махровая форма лютика однолистного в культуре